# The Conners
The Conners je americký televizní sitcom stanice ABC, jehož tvůrcem je Bruce Helford. Je spin-offem seriálu Roseanne. Premiéra první řady byla stanovena na 16. října 2018. Hlavní role hrají John Goodman, Laurie Metcalf, Sara Gilbert, Lecy Goranson, Michael Fishman, Emma Kenney, Ames McNamara a Jayden Rey. Produkce spin-offu byla zahájena po zrušení seriálu Roseanne v květnu 2018.
Dne 22. března 2019 byla stanicí ABC objednána 13dílná druhá řada, která měla premiéru dne 24. září 2019. Třetí řada měla premiéru dne 21. října 2020.

## Obsazení

### Hlavní role
- John Goodman jako Dan Conner
- Laurie Metcalf jako Jackie Harris
- Sara Gilbert jako Darlene Conner
- Lecy Goranson jako Becky Conner-Healy
- Michael Fishman jako D.J. Conner
- Emma Kenney jako Harris Conner-Healy
- Ames McNamara jako Mark Conner-Healy
- Jayden Rey jako Mary Conner
- Maya Lynne Robison jako Geena Williams-Conner (1. řada)

### Hostující role
- Mary Steenburgen jako Marcy Bellinger
- Johnny Galecki jako David Healy
- Juliette Lewis jako Blue, Davidova přítelkyně
- Estelle Parsons jako Beverly Harris
- Natalie West jako Crystal Anderson
- James Pickens, Jr. jako Chuck Mitchell
- Justin Long jako Neil
- Matthew Broderick jako Peter
- Jay R. Ferguson jako Ben, Darlene nový šéf
- Sarah Chalke jako Andrea
- Katey Sagal jako Louise, kamarádka Dana, spolupracovnice Becky
- Rene Rosado jako Emilo, otec Beckyina dítěte
- Peter Gallagher jako Brian Foster, Danův právník
- Dan Aykroyd jako Danův kamarád

## Seznam dílů

### První řada (2018–2019)
| Č. v seriálu | Č. v řadě | Původní název                    | Režie               | Scénář                                       | Premiéra v USA     |
| ------------ | --------- | -------------------------------- | ------------------- | -------------------------------------------- | ------------------ |
| 1            | 1         | Keep on Truckin                  | Andy Ackerman       | Bruce Helford, Dave Caplan a Bruce Rasmussen | 16. října 2018     |
| 2            | 2         | The Separation of Church and Dan | Bob Koherr          | Darlene Hunt                                 | 23. října 2018     |
| 3            | 3         | There Won't Be Blood             | Bob Koherr          | Jana Hunter a Mitch Hunter                   | 30. října 2018     |
| 4            | 4         | The Separation of Church and Dan | Andy Ackerman       | Sid Youngers                                 | 13. listopadu 2018 |
| 5            | 5         | Miracles                         | Bob Koherr          | Liz Astrof                                   | 20. listopadu 2018 |
| 6            | 6         | One Flew Over the Conners' Nest  | Fred Savage         | Ali Liebegott                                | 27. listopadu 2018 |
| 7            | 7         | Hold the Salt                    | Kimberly McCullough | Dave Caplan                                  | 4. prosince 2018   |
| 8            | 8         | O Sister, Where Art Thou?        | Rebecca Asher       | Sid Youngers                                 | 11. prosince 2018  |
| 9            | 9         | Rage Against the Machine         | Fred Savage         | Jana Hunter a Mitch Hunter                   | 8. ledna 2019      |
| 10           | 10        | Don't Shoot the Piano Teacher    | Kimberly McCullough | Kimberly Altamirano a Simone Finch           | 15. ledna 2019     |
| 11           | 11        | We Continue to Truck             | Bob Koherr          | Bruce Helford                                | 22. ledna 2019     |

### Druhá řada (2019–2020)
| Č. v seriálu | Č. v řadě | Původní název                                  | Režie              | Scénář                                                                    | Premiéra v USA     |
| ------------ | --------- | ---------------------------------------------- | ------------------ | ------------------------------------------------------------------------- | ------------------ |
| 12           | 1         | Preemies, Weed and Infidelity                  | Gail Mancuso       | Bruce Helford, Bruce Rasmussen a Dave Caplan                              | 24. září 2019      |
| 13           | 2         | A Kiss Is Just a Kiss                          | Gail Mancuso       | Darlene Hunt                                                              | 1. října 2019      |
| 14           | 3         | The Preemie Monologues                         | Gail Mancuso       | Jana Hunter a Mitch Hunter                                                | 8. října 2019      |
| 15           | 4         | Lanford... Lanford                             | Gail Mancuso       | Bruce Helford, Bruce Rasmussen a Dave Caplan                              | 15. října 2019     |
| 16           | 5         | Nightmare on Lunch Box Street                  | Gail Mancuso       | Debby Wolfe                                                               | 29. října 2019     |
| 17           | 6         | Tempest in a Stew Pot                          | Fred Savage        | Sid Youngers                                                              | 12. listopadu 2019 |
| 18           | 7         | Slappy Holidays                                | Gail Mancuso       | Emily Watson                                                              | 19. listopadu 2019 |
| 19           | 8         | Lanford, Toilet of Sin                         | Gail Mancuso       | Bruce Helford                                                             | 26. listopadu 2019 |
| 20           | 9         | Smoking Penguins and Santa on Santa Action     | Jody Margolin Hahn | Kimberly Altamirano a Simone Finch                                        | 10. prosince 2019  |
| 21           | 10        | Throwing a Christian to a Bear                 | Michael Arden      | námět: Lecy Goranson scénář: Bruce Helford, Bruce Rasmussen a Dave Caplan | 21. ledna 2020     |
| 22           | 11        | Mud Turtles, A Good Steak and One Man in a Tub | Gail Mancuso       | Dave Caplan                                                               | 28. ledna 2020     |
| 23           | 12        | Live from Lanford                              | Jody Margolin Hahn | Bruce Helford, Bruce Rasmussen a Dave Caplan                              | 11. února 2020     |
| 24           | 13        | Brothers, Babies and Breakdowns                | Timothy Busfield   | Debby Wolfe                                                               | 18. února 2020     |
| 25           | 14        | Bad Dads and Grads                             | Jody Margolin Hahn | Sid Youngers                                                              | 25. února 2020     |
| 26           | 15        | Beards, Thrupples and Robots                   | Gail Mancuso       | Bruce Helford, Bruce Rasmussen a Dave Caplan                              | 17. března 2020    |
| 27           | 16        | Tats and Tias                                  | Don Scardino       | Jana Hunter a Mitch Hunter                                                | 24. března 2020    |
| 28           | 17        | The Icewoman Cometh                            | Don Scardino       | Amy Fox                                                                   | 7. dubna 2020      |
| 29           | 18        | Pilot Lights & Sister Fights                   | Fred Savage        | Daniel Talbott                                                            | 14. dubna 2020     |
| 30           | 19        | CPAPs, Hickeys and Biscuits                    | Lynda Tarryk       | Kimberly Altamirano                                                       | 28. dubna 2020     |
| 31           | 20        | Bridge Over Troubled Conners                   | Gail Manusco       | Emily Wilson                                                              | 5. května 2020     |

### Třetí řada (2020–2021)
| Č. v seriálu | Č. v řadě | Původní název                                          | Režie              | Scénář                                       | Premiéra v USA     |
| ------------ | --------- | ------------------------------------------------------ | ------------------ | -------------------------------------------- | ------------------ |
| 32           | 1         | Keep On Truckin' Six Feet Apart                        | Jody Margolin Hahn | Bruce Helford                                | 21. října 2020     |
| 33           | 2         | Halloween and The Election vs. The Pandemic            | Michael Fishman    | Bruce Helford                                | 28. října 2020     |
| 34           | 3         | Plastics Trash Talk & Darlene Antoinette               | Jody Margolin Hahn | Dave Caplan                                  | 4. listopadu 2020  |
| 35           | 4         | Birthdays, Babies and Emotional Support Chickens       | Fred Savage        | Bruce Rasmussen                              | 18. listopadu 2020 |
| 36           | 5         | Friends in High Places and Horse Surgery               | Fred Savage        | Jana a Mitch Hunter                          | 25. listopadu 2020 |
| 37           | 6         | Protest, Drug Test and One Leaves the Nest             | Lynda Tarryk       | Debby Wolfe                                  | 2. prosince 2020   |
| 38           | 7         | A Cold Mom, A Brother Daddy and a Prison Baby          | Michael Arden      | Jana a Mitch Hunter                          | 13. ledna 2021     |
| 39           | 8         | Young Love, Old Lions and Middle-Aged Hyenas           | Gail Mancuso       | Sid Youngers                                 | 20. ledna 2021     |
| 40           | 9         | Promotions, Podcasts and Magic Tea                     | Gail Mancuso       | Amy Fox                                      | 27. ledna 2021     |
| 41           | 10        | Who Are Bosses, Boats and Eckhart Tolle?               | Lynda Tarryk       | Erica Montolfo-Bura                          | 3. února 2021      |
| 42           | 11        | Panic Attacks, Hardware Store and Big Mouth Billy Bass | Jude Weng          | Bruce Helford, Dave Caplan a Bruce Rasmussen | 24. února 2021     |
| 43           | 12        | A Stomach Ache, A Heartbreak and a Grave Mistake       | Michael Arden      | Emily Wilson                                 | 3. března 2021     |
| 44           | 13        | Walden Pond, A Staycation and The Axis Powers          | Jody Margolin Hahn | Emily Wilson                                 | 24. března 2010    |
| 45           | 14        | Money, Booze and Lies                                  | Lynda Tarryk       | Debby Wolfe                                  | 31. března 2021    |
| 46           | 15        | An Old Dog, New Tricks and a Ticket to Ride            | Jude Weng          | Erica Montolfo-Bura                          | 7. dubna 2021      |
| 47           | 16        | A Fast Car, A Sudden Loss and a Slow Decline           | Jean Sagal         | Bruce Helford                                | 7. dubna 2021      |
| 48           | 17        | Regrets, Rehabs and Realtors                           | Lynda Tarryk       | Dave Caplan                                  | 14. dubna 2021     |
| 49           | 18        | Cheating, Revelations and A Box of Doll Heads          | Lynda Tarryk       | Bruce Rasmussen                              | 21. dubna 2021     |
| 50           | 19        | Jeopardé, Sobrieté and Infidelité                      | Jody Margolin Hahn | Dave Caplan, Bruce Helford a Amy Fox         | 12. května 2021    |
| 51           | 20        | Two Proposals, a Homecoming and a Bear                 | Jody Margolin Hahn | Dave Caplan, Bruce Helford a Bruce Rasmussen | 19. května 2021    |

### Čtvrtá řada (2021–2022)
| Č. v seriálu | Č. v řadě | Původní název                                                                     | Režie              | Scénář                                       | Premiéra v USA |
| ------------ | --------- | --------------------------------------------------------------------------------- | ------------------ | -------------------------------------------- | -------------- |
| 52           | 1         | Trucking Live in Front of a Fully Vaccinated Studio Audience                      | Jody Margolin Hahn | Bruce Helford                                | 22. září 2021  |
| 53           | 2         | Education, Corruption, Damnation                                                  | Lynda Tarryk       | Bruce Helford, Bruce Rasmussen a Dave Caplan | 29. září 2021  |
| 54           | 3         | Sober Sex, Plastic Silverware and Losing My Religion                              | Michael Fishman    | Bruce Rasmussen                              | 6. října 2021  |
| 55           | 4         | The Wedding of Dan and Louise                                                     | Jody Margolin Hahn | Dave Caplan                                  | 13. října 2021 |
| 56           | 5         | Peter Pan, the Backup Plan, Adventures in Babysitting and a River Runs Through It | Robbie Countryman  | Jana a Mitch Hunter                          | 27. října 2021 |

## Produkce
Dne 29. května 2018 stanice ABC zrušila obnovený seriál Roseanne, poté co se představitelka hlavní role Roseanne Barr rasisticky vyjádřila o bývalé poradkyni bývalého prezidenta Baracka Obamy Valerii Jarrettové. V červnu se objevily první zmínky o plánovaném spin-offu seriálu, který by se soustředil na postavu Darlene, kterou hraje Sara Gilbert. Dne 21. června 2018 stanice ABC oznámila objednání prvních deseti dílů první řady seriálu nazvaného The Conners, ve kterém se objeví celé obsazení, kromě Barrové. Natáčení bylo zahájeno dne 31. srpna 2018 ve studiích Warner Bros. v Burbanku v Kalifornii.
Dne 22. března 2019 byla stanicí ABC objednána 13dílná druhá řada, která měla premiéru 24. září 2019.